# Convento de São Francisco (Braga)
O Convento de São Francisco, também referido como Igreja de Real e Igreja de São Jerónimo, localiza-se em Real, na freguesia de Real, Dume e Semelhe do Município de Braga, em Portugal.
O conjunto arquitetónico compreende o Convento, a Igreja Paroquial de Real e a Capela de São Frutuoso.

## História
Foi fundado em 1523 pelo Arcebispo Dom Diogo de Sousa.
Em 2022 está a ser requalificado e irá estar aberto à visitação interpretada, com um circuito que inclui os dois primeiros pisos do convento, o mausoléu, a igreja e a sacristia. O projeto prevê a construção de um Centro de Documentação nos domínios da arqueologia, arquitetura e história, que ocupará o terceiro piso do convento, acolhendo ainda uma biblioteca especializada e o núcleo de apoio ao Convento da unidade de arqueologia da Universidade do Minho que assegurará o serviço educativo e a produção atualizada de conteúdos para complementar o circuito de visita.
Esta requalificação, com um investimento total de cerca de 2,5 milhões de euros (850 mil euros ao abrigo do FEDER, ao qual se junta um investimento municipal superior a 1,5 milhões de euros), resulta de um protocolo de colaboração assinado entre o Município de Braga, a Universidade do Minho (UMinho), a Direção Regional de Cultura Norte (DRCN) e a Paróquia de Real.